# June Beer
June Beer (1935-1986) fue una artista y poeta nicaragüense que ganó reconocimiento nacional e internacional por sus obras que representan temas africanos y feministas. Es reconocida como la primera mujer poeta de la costa caribe de Nicaragua y sus obras están escritas en criollo de la costa miskita, inglés y español.El gobierno de Nicaragua protegió cuatro de sus pinturas —Vendedora de frutas, En memoria de Efie Irene, Ellas bailan y Mujer trabajando— al declararlas parte del patrimonio nacional. Sacarlas del país es ilegal.

## Primeros años
June Gloria Beer Thompson nació el 17 de mayo de 1935 en Bluefields, Nicaragua, en una familia de clase media, siendo la menor de once hijos. Su padre biológico era Abraham Moses Downs. Ella viajaba a menudo para visitarlo en Granada, donde conoció por primera vez las artes visuales. Solo pudo asistir a la escuela hasta el tercer grado, pero fue una lectora prolífica y autodidacta.

## Carrera
En 1954, Beer se mudó a los Estados Unidos, donde primero trabajó en una tintorería y luego como modelo en una variedad de escuelas de arte de Los Ángeles, California. Insatisfecha con el trabajo que pudo conseguir, en 1956 regresó a Bluefields, donde crio a cuatro hijos como madre soltera. Para mantener a sus hijos, Beer recolectó botellas y plásticos, vendiéndolas a recicladores en Managua y usando las ganancias para comprar verduras, que luego a su vez revendía. Empezó a pintar como pasatiempo. Pintó a la gente que la rodeaba, hombres trabajando en el campo o en los muelles, mujeres limpiando, cocinando y lavando ropa. Regalaba sus cuadros. 
En 1968, un capitán de barco holandés, que también pintaba, la animó a ganarse la vida como artista. Al año siguiente se mudó a Managua para ver si podía convertirse en artista profesional. Recibió pedidos y vendió obras, pero al final del año regresó a Bluefields. No había mercado para el arte en la costa caribe, pero ella pintaba lotes y los llevaba a Managua para venderlos o los vendía a los comerciantes de arte que venían a buscarla.
Los temas de Beer son sobre personas de piel negra e ideales feministas. En el momento en que se pintaron, eran únicos en estos temas. Sus cuadros reflejan los tiempos en que ella vivió y son paralelos al estado del país durante la época del movimiento revolucionario sandinista. Era antisomocista y abierta en su apoyo a los rebeldes. Las actividades de Beer resultaron en su encarcelamiento por parte de la Guardia Nacional de Somoza en 1970 y nuevamente en 1971. En 1971, Beer regresó por dos años a la capital, en un intento de integrarse y aprender de los artistas profesionales trabajando en Managua. Fue criticada porque su obra no estaba en el estilo de los artistas primitivos populares e inexpertos de las islas Solentiname que creaban paisajes detallados, ni en el estilo de la mayoría de los pintores de Managua, cuyas obras eran en gran parte abstractas.
En 1978 la Guardia Nacional de Somoza inicia una serie de campañas de represión contra las comunidades a lo largo de la Costa Atlántica, y finalmente obligó a Beer a huir a Costa Rica en 1979. Dos días después de que Somoza fuera derrocado del poder, regresó a Nicaragua el 19 de julio de 1979 y comenzó a trabajar como bibliotecaria jefe de la Biblioteca Pública de Bluefields. El nuevo gobierno, creado por el Frente Sandinista de Liberación Nacional le pidió que hiciera un inventario de los fondos de la biblioteca y el Ministerio de Cultura le pidió que estableciera bibliotecas en los pueblos de Pearl Lagoon y Kukra Hill. Además de sus pinturas, durante este período, Beer fue colaboradora del periódico bilingüe Sunrise. Sus obras de este período reflejan las penurias socioeconómicas que afrontaban los habitantes de la costa caribe. Fue la primera mujer poeta de la Costa de los Mosquitos y escribió sus poemas en criollo, inglés y español.
En 1981, Beer fue seleccionado para participar en el Festival de las Artes del Caribe en Barbados, llevando ocho pinturas para exhibir. Una de las otras artistas comentó que sus tonos de piel eran todos castaños, pero que las personas de piel negra tenían tonos azulados. Regresó a casa y perfeccionó a través de la experimentación, un tono de azul que le gustaba y que vio como un punto de inflexión en su trabajo.
Dejó la biblioteca en 1983 y se unió a la Unión Nacional de Artistas Plásticos de Nicaragua y la Asociación Sandinista de Trabajadores Culturales (ATC). Los siguientes años estuvieron marcados con múltiples exhibiciones tanto dentro de Nicaragua como internacionalmente. Sus pinturas fueron exhibidas con aclamación en Asia, el Caribe, Europa, México y Estados Unidos.
La región de la Costa de los Mosquitos de Nicaragua fue originalmente un protectorado británico. Las personas que pueblan la costa son una mezcla de poblaciones minoritarias que incluyen criollo africano, garífuna, Misquito, rama, sumo y mestizo. Estas fueron las personas que Beer vio a su alrededor y que representó tanto en sus pinturas como en sus escritos. Su paleta utilizaba colores vivos y brillantes, pero sus figuras a menudo eran rígidas y congeladas. Esas mismas figuras cobraban vida, en sus poemas. La pintura, Sandino y el águila herida, retrata a Augusto César Sandino, quien fue asesinado por las fuerzas de Somoza en la década de 1930, como un águila caída. Otra, Black Sandino ganó el primer premio en un concurso nacional de pintura en 1983 y retrata tanto el orgullo negro como la determinación revolucionaria.
Una de sus obras más conocidas, El funeral del machismo, fue una crítica a la doble carga de trabajo que experimentan la mayoría de las mujeres en todo el mundo. Representa a un gallo como figura central, para representar al hombre, y cuatro mujeres en diversas etapas de desarrollo (niña, juventud, durante el embarazo y en la vejez) agitando los puños hacia el gallo. Beers describió el trabajo como un reflejo de la ira de las mujeres que trabajan todo el día y luego deben volver a casa y trabajar de nuevo, mientras sus maridos se sientan.

## Muerte y legado
Beer murió el 14 de marzo de 1986 en su casa de Bluefields de un infarto. En 1989 fue condecorada póstumamente con la Orden de la Independencia Cultural Rubén Darío. En agosto de 2003 el gobierno de Nicaragua declaró ilegal la salida del país de cuatro de los cuadros de Beer, protegiendo Vendedora de frutas, En memoria de Efie Irene, Bailan y Mujer trabajando como parte del patrimonio nacional.
El gobierno de Nicaragua emitió, en 1993, una serie postal referida a la Pintura Nicaragüense Contemporánea. "Ellos bailan" de June Beer fue una de las obras seleccionadas para el correo nacional.
Sus pinturas han sido ampliamente exhibidas en colaboraciones del Instituto Cultural de Nicaragua con galerías de arte, coleccionistas y universidades. En 2008 fue honrada con un premio literario anual que lleva su nombre, el Premio Literario June Beer en Lenguas Maternas (en español: Premio Literario Internacional en Lenguas Maternas “June Beer”), que se otorga a los autores que producen obras en lenguas indígenas o criollas. 
En 2012, las celebraciones afro nicaragüenses de “Mayo Ya” incluyeron una exhibición de sus pinturas en el Teatro Nacional Rubén Darío y en 2016, el gobierno de Nicaragua dedicó la Bienal de Artes Nicaragüenses, un evento cultural de bellas artes patrocinado por el Ministerio de Cultura. Veinte artistas de Nicaragua fueron seleccionados, junto con otros veinte artistas internacionales de Canadá, Ecuador, Alemania, Italia, México, España, Suiza, Turquía y Estados Unidos para participar en el evento que se desarrolló de febrero a mayo.